# Acquisizioni di Apple

Logo Apple

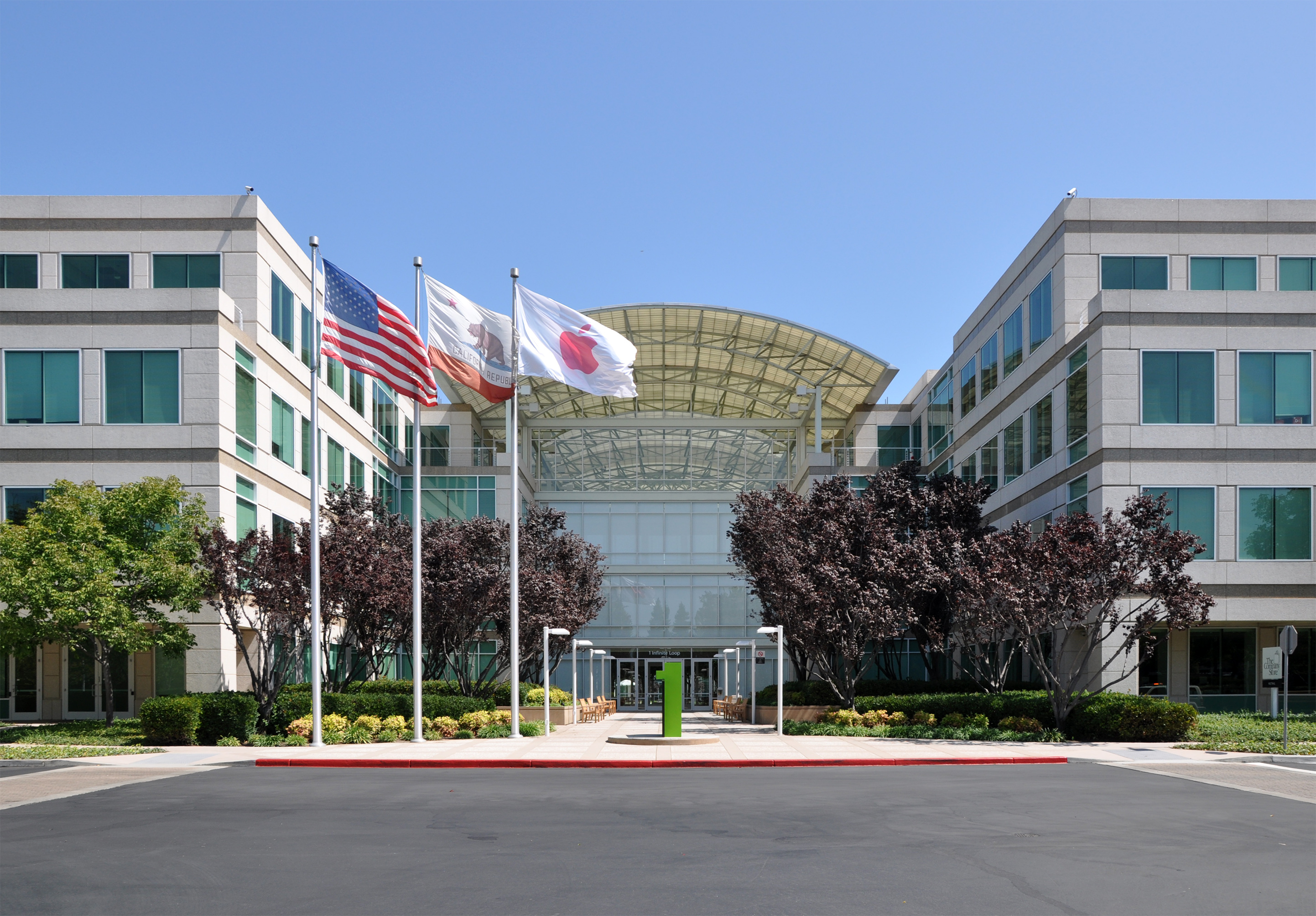
Ex quartier generale di Apple in 1 Infinite Loop a Cupertino, in California

Apple Inc. è una multinazionale statunitense che progetta e produce elettronica di consumo e prodotti software. È stata fondata a Los Altos il 1º aprile 1976, da Steve Jobs, Steve Wozniak e Ronald Wayne, ed è stata costituita il 3 gennaio 1977. I prodotti hardware dell'azienda includono la linea di personal computer Macintosh, la linea di lettori multimediali portatili iPod, la linea di tablet iPad, la linea di smartphone iPhone, la linea di lettori multimediali digitali Apple TV e la linea di smartwatch Apple Watch. I prodotti software di Apple includono i sistemi operativi macOS, iOS, iPadOS, tvOS e watchOS, il lettore multimediale iTunes, il browser web Safari e la suite di software multimediale e di creatività iLife. In data agosto 2020, Apple è pubblicamente nota per aver acquisito più di 100 società. Il numero effettivo di acquisizioni è probabilmente maggiore in quanto Apple non rivela la maggior parte delle sue acquisizioni a meno che non venga scoperto dalla stampa. Apple ha cofondato due partnership per metà azionarie e acquistato capitale proprio in tre società preesistenti e ha effettuato tre disinvestimenti. Apple non ha pubblicato i dettagli finanziari per la maggior parte delle sue fusioni e acquisizioni.
La filosofia aziendale di Apple consiste nell'acquisire piccole aziende che possono essere facilmente integrate nei progetti aziendali esistenti. Ad esempio, Apple ha acquisito Emagic e il suo software musicale professionale, Logic Pro, nel 2002. L'acquisizione è stata incorporata nella creazione del software per workstation audio digitale GarageBand, ora parte della suite software iLife.
L'azienda ha fatto la sua prima acquisizione il 2 marzo 1988, con l'acquisto di Network Innovations. Nel 2013, Apple ha acquisito tredici società, più di quanto abbia fatto in qualsiasi altro anno. La più grande acquisizione di Apple è stata quella di Beats Electronics nell'agosto 2014 per $ 3 miliardi. Delle società che Apple ha acquisito, 71 avevano sede negli Stati Uniti.
All'inizio di maggio 2019, l'AD di Apple, Tim Cook ha dichiarato alla CNBC che Apple acquisisce una società in media ogni due o tre settimane, avendo acquisito da 20 a 25 società solo negli ultimi sei mesi.

## Disinvestimenti
| Data           | Azienda                      | Acquirente                 | Settore                                 | Stato       | Valore (USD) | Note   |
| -------------- | ---------------------------- | -------------------------- | --------------------------------------- | ----------- | ------------ | ------ |
| 22 aprile 1992 | Sign Express Group           | Misys Computer Maintenance | Attività di manutenzione                | Regno Unito | 705.000      | [ 9 ]  |
| 31 maggio 1996 | Apple Computer-Manufacturing | SCI Systems                | Computer                                | Stati Uniti | —            | [ 10 ] |
| 25 maggio 2006 | PowerSchool                  | Pearson Education          | Sistema informativo degli studenti      | Stati Uniti | —            | [ 11 ] |
| 21 aprile 2010 | Agnilux Inc.                 | Google Inc.                | Servizi di tecnologia dell'informazione | Stati Uniti | —            | [ 12 ] |

## Investimenti significativi in Apple
| Data          | Investitore         | Stato          | Valore (USD) | Note          |
| ------------- | ------------------- | -------------- | ------------ | ------------- |
| 2 aprile 1997 | Al-Waleed bin Talal | Arabia Saudita | 115.000.000  | [ 13 ] [ 14 ] |
| 6 agosto 1997 | Microsoft           | Stati Uniti    | 150.000.000  | [ 15 ] [ 16 ] |
| 7 agosto 1997 | Grupo Carso         | Messico        | 60.650.000   | [ 17 ]        |

### Proprietà istituzionale
Apple Inc. è una società per azioni pubblica, registrata presso la SEC. In data 31 dicembre 2018, possedeva 4.715.280.000 azioni, detenute principalmente da investitori istituzionali e fondi. I primi 16 azionisti istituzionali (e otto importanti fondi correlati con oltre 25 milioni di azioni) sono:
- 7,18% (338,533,988): The Vanguard Group, Inc.
  - 2,34% (110,521,153): Vanguard Total Stock Market Index Fund
  - 1,81% (85,435,882): Vanguard 500 Index Fund
  - 0,93% (43,783,603): Vanguard Institutional Index Fund-Institutional Index Fund
  - 0,65% (30,726,434): Vanguard Growth Index Fund
- 6,29% (296,598,349): BlackRock Inc.
  - 0,65% (30,589,798): BlackRock iShares Core S&P 500 ETF
- 5,29% (249,589,329): Berkshire Hathaway, Inc.
- 3,93% (185,419,773): State Street Corporation
  - 1,06% (49,752,710): SPDR S&P 500 Trust ETF
- 2,38% (112,369,787): FMR, LLC
  - 0,72% (33,772,877): Fidelity 500 Index Fund
- 1,26% (59,311,465): Northern Trust Corporation
- 1,24% (58,414,412): Geode Capital Management, LLC
- 1,01% (47,548,838): Norges Bank Investment Management
- 0,94% (44,444,899): Bank of New York Mellon Corporation
- 0,92% (43,431,586): Invesco Ltd.
  - 0,79% (37,375,269): Invesco QQQ Series 1 ETF
- 0,84% (39,648,345): Bank of America Corp.
- 0,81% (38,105,167): Morgan Stanley
- 0,80% (37,679,873): JP Morgan Chase and Co.
- 0,71% (33,304,696): Goldman Sachs Group Inc.
- 0,58% (27,564,370): T. Rowe Price Associates Inc.
- 0,54% (25,527,026): Wells Fargo & Company

## Filiali di Apple
- Anobit
- Apple Energy
- Apple IMC
- Apple Sales International[21]
- Apple Services[22]
- Apple Worldwide Video[23]
- Beats Electronics
- Beddit
- Braeburn Capital
- Claris International (in precedenza FileMaker Inc.)
- Shazam
- Texture